# Zbuntowani
Zbuntowani (oryg. hiszp. Rebelde) – meksykańska telenowela dla młodzieży wyprodukowana przez Televisę i stworzona przez Pedro Damiána jako remake argentyńskiego serialu Rebelde Way Crisa Moreny. Serial był emitowany w Meksyku na Canal de las Estrellas od 4 października 2004 roku do 2 czerwca 2006 roku.
Akcja serialu rozgrywa się głównie w Elite Way School, prestiżowym liceum z internatem w stolicy Meksyku. Głównymi bohaterami jest sześcioro uczniów: Roberta Pardo (Dulce María), Diego Bustamante (Christopher von Uckermann), Mía Colucci (Anahí), Miguel Arango (Alfonso Herrera), Guadalupe „Lupita” Fernández (Maite Perroni) i Juan „Giovanni” Méndez (Christian Chávez), którzy pomimo różnic charakterologicznych, społecznych i materialnych, postanawiają stworzyć zespół muzyczny RBD i łączyć pasję do muzyki z nauką w liceum. Fabuła skupia się na relacjach pomiędzy głównymi bohaterami, ich kolegami ze szkoły, nauczycielami i rodzinami.
Serial był transmitowany w ponad 16 państwach, w tym Polsce, Stanach Zjednoczonych, Rumunii czy Izraelu, i trwał trzy sezony.
Na potrzebny telenoweli główni bohaterowie stworzyli zespół RBD, który po zakończeniu serialu stał się jednym z najbardziej popularnych zespołów muzycznych w Ameryce Łacińskiej i z powodzeniem występował na całym świecie do 2009 roku m.in. wydając przy tym dziewięć albumów studyjnych w trzech językach oraz otrzymując dwie nominacje do nagrody Latin Grammy.

## Obsada

### Główni bohaterowie

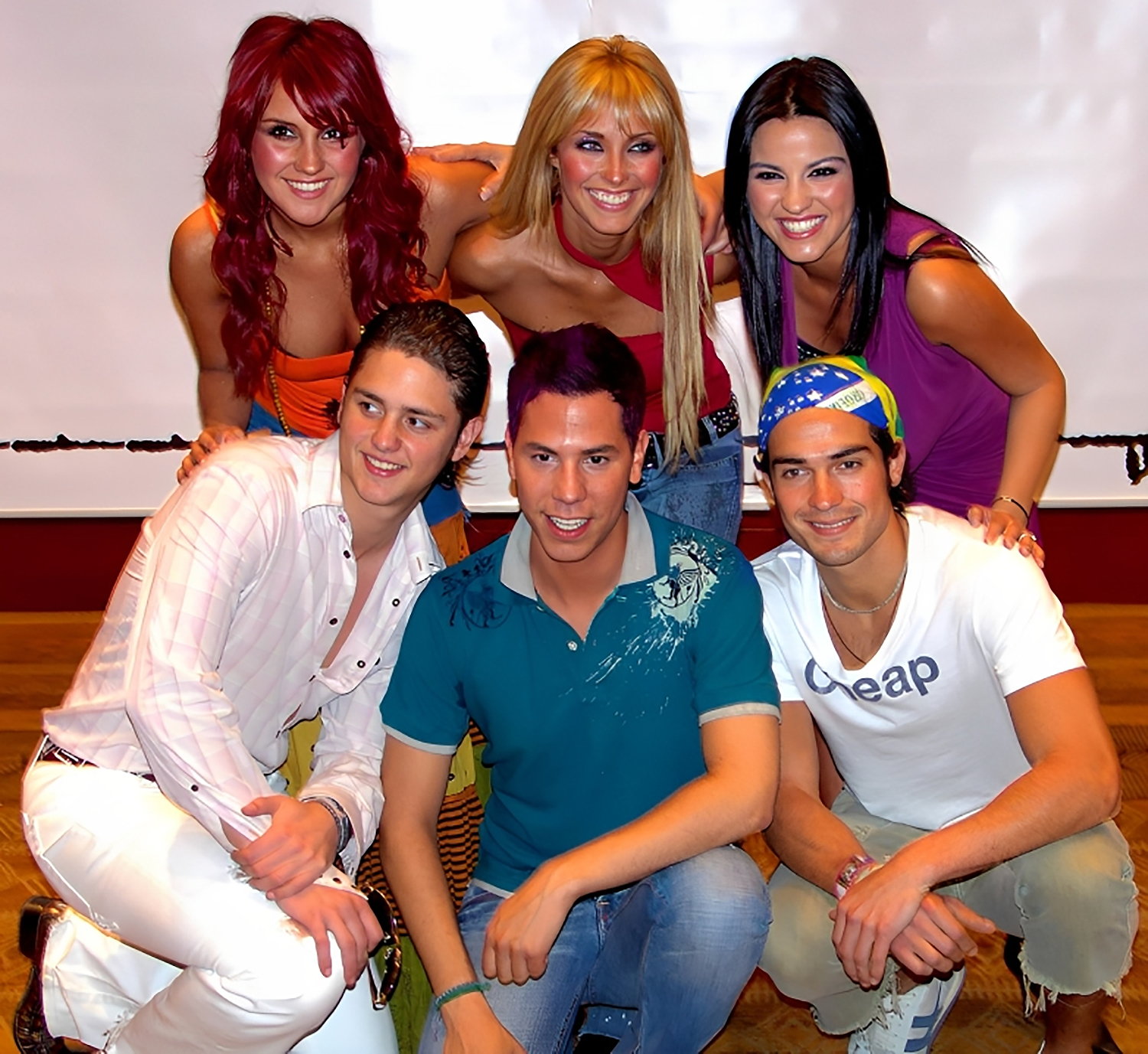
Główni bohaterowie telenoweli, od lewej: Dulce María, Christopher von Uckermann, Anahí, Christian Chávez, Maite Perroni, Alfonso Herrera

- Dulce María jako Roberta Pardo Rey, buntownicza, a zarazem jedyna córka muzycznej gwiazdy Meksyku, Almy Rey, która urodziła ją w młodym wieku. Roberta stara się być bardzo niezależna i wyjść z cienia sławnej, często nadopiekuńczej matki. Oprócz talentu muzycznego bardzo łatwo popada w kłopoty. Przyjaźni się z cichą Lupitą i porywczą José Luján. Pomimo swojego oporu powoli zakochuje się w Diegu Bustamante, chłopaku z bogatej rodziny. Otwarcie przyznaje, że nie lubi skrajnie od niej różnej Míi Colucci, choć historia ich relacji rozpoczyna się od nienawiści, a kończy na prawdziwej przyjaźni.
- Christopher von Uckermann jako Diego Bustamante Dregh, syn wpływowego, zaborczego polityka Leóna i jego żony Mabel. Przystojny, pewny siebie i robiący wrażenie na płci przeciwnej jest pewien, że może mieć każdą dziewczynę, ale gdy na jego drodze staje Roberta okazuje się, że role się odwracają. Pomimo życia na pokaz i problemów z kontrolującym go ojcem, Diego ma dobre serce i jest wierny przyjaciołom.
- Anahí jako Mía Colucci Cáceres, jedyna córka projektanta mody Franco Colucci i jego zmarłej żony. Bogata, rozpieszczona i zapatrzona w siebie dziewczyna, która ceni swoich przyjaciół i bardzo kocha ojca. Tęskni za matką. Jej wyrazisty charakter, uwielbienie dla mody, skłonności do dramatyzowania są wszystkim czego nie lubi w niej Roberta z którą okazuje się, że ma więcej wspólnego niż mogłoby się wydawać. Ma talent do śpiewania, ale jej karierze muzycznej przeciwny jest jej ojciec. Ma wsparcie w matce Roberty, Almie, która staje się jej powierniczką. Zakochana w Miguelu, który nie bez przyczyny próbował dostać się do Elite Way School, aby poznać właśnie ją.
- Alfonso Herrera jako Miguel Arango Cervera, starszy od reszty grupy, dostał się do szkoły jako stypendysta. Pojawił się w Elite Way School z konkretnymi zamiarami po tym jak jego rodzina miała związki biznesowe z rodziną Colucci. Mądry, pracowity, empatyczny i odważny chłopak, który ignoruje różnice w statusie materialnym szybko skrada serce najpopularniejszej dziewczyny w szkole, Míi. Historia jego rodziny jest skomplikowana i traumatyczna.
- Maite Perroni jako Guadalupe „Lupita” Fernández, stypendystka z robotniczej klasy średniej. Bardzo ciężko pracuje, aby odnieść w życiu sukces i wykorzystać swoją szansę na dobrą przyszłość. Często nakłada na siebie zbyt dużo presji, ale ma wsparcie w swoich przyjaciołach i ciotce Maurze.
- Christian Chávez jako Juan „Giovanni” Méndez López. Towarzyski, lubi być w centrum uwagi, ma poczucie humoru. Przyjaźni się z Diego i Tomasem. Próbuje dorównać zamożnym kolegom wstydząc się swojej ciężko pracującej, ale bardzo kochającej go rodziny, która prowadzi rzeźnię po tym jak wygrała na loterii i straciła wszystkie pieniądze.

### Drugoplanowi bohaterowie
| Aktor(ka)             | Rola                             | Opis postaci                                       | Okres       |
| --------------------- | -------------------------------- | -------------------------------------------------- | ----------- |
| Ninel Conde           | Alma Rey                         | matka Roberty, słynna piosenkarka                  | (2004–2006) |
| Juan Ferrara          | Franco Colucci                   | ojciec Míi, projektant mody                        | (2004–2006) |
| Leticia Perdigón      | Mayra Fernández                  | ciotka Lupity, pracuje w stołówce Elite Way School | (2004–2006) |
| Enrique Rocha         | León Bustamante                  | ojciec Diega, polityk                              | (2004–2006) |
| Cynthia Copelli       | Mabel Dregh de Bustamante        | matka Diega                                        | (2004–2006) |
| Zoraida Gómez         | José Luján Landeros              | przyjaciółka Roberty i Lupity                      | (2004–2006) |
| Angelique Boyer       | Victoria „Vico” Paz Millán       | przyjaciółka Míi i Celiny                          | (2004–2006) |
| Estefania Villareal   | Celina Ferrer Mitre              | przyjaciółka Míi i Vico                            | (2004–2006) |
| Jack Duarte           | Tomás Goycoléa Kantun            | przyjaciel Diega i Giovanniego                     | (2004–2006) |
| Tony Dalton           | Gastón Diestro                   | prefekt Elite Way School                           | (2004–2006) |
| Felipe Nájera         | Pascual Gandía Pérez             | dyrektor Elite Way School                          | (2004–2006) |
| Tiare Scanda          | Galia Rosales de Gandía          | żona dyrektora                                     | (2004–2006) |
| Karla Cossío          | Pilar Gandía Rosalez             | córka dyrektora                                    | (2004–2006) |
| Eddy Vilard           | Teodoro „Téo” Ruiz-Palácios      | przyjaciel Miguela, chłopak José Luján             | (2004–2006) |
| Rodrigo Nehme         | Nicolás „Nico” Huber Ayute       | przyjaciel Miguela, chłopak Lupity                 | (2004–2005) |
| Patricio Borghetti    | Henrique Madariaga               | nauczyciel etyki                                   | (2004–2005) |
| Jean Safont           | Ricardo Mendiola                 |                                                    | (2004–2006) |
| Ronald Duarte         | Jacó „Jack” Lizaldi Heidi        |                                                    | (2004–2006) |
| Fernanda Polín        | Raquel Sender Ramos Byron        |                                                    | (2004–2006) |
| Lourdes Canale        | Hilda Acosta                     |                                                    | (2004–2006) |
| Diego Boneta          | Rocco Bezaury                    |                                                    | (2005–2006) |
| Derrick James         | Diego „Santos” Fontes Echagüe    |                                                    | (2005–2006) |
| Fuzz                  | Sol de la Riva                   |                                                    | (2005–2006) |
| Lisardo Guarinos      | Martin/Octavio Reverte           |                                                    | (2005–2006) |
| Viviana Ramos         | Dolores „Lola” Fernández Arregui | kuzynka Lupity                                     | (2005–2006) |
| Allison Lozz          | Bianca Delight Abril             |                                                    | (2005–2006) |
| Grisel Margarita      | Anita                            |                                                    | (2005–2006) |
| Nailea Norvind        | Marina Cáceres                   |                                                    | (2005–2006) |
| Claudia Schmidt       | Sabrina Guzmán                   |                                                    | (2005–2006) |
| Marco Antonio Valdés  | Dante                            |                                                    | (2005–2006) |
| Eugenio Siller        | Luciano Mendoza                  |                                                    | (2005–2006) |
| Lourdes Reyes         | Júlia Lozano                     |                                                    | (2005–2006) |
| Grettell Valdéz       | Renata Lizaldi                   |                                                    | (2004–2005) |
| Michael Gurfinkell    | Joaquín Mascaro                  |                                                    | (2004–2005) |
| Malillany Marín       | Luz Viviana Olivier              |                                                    | (2004–2005) |
| Jessica Salazar       | Valéria Olivier                  |                                                    | (2004–2005) |
| María Fernanda García | Alicia Salazar                   | sekretarka                                         | (2004–2006) |
| Manola Diez           | Josefina „Pepa”                  | asystentka Almy                                    | (2004–2006) |
| Fernando Morin        | Antônio Pardo                    |                                                    | (2004–2005) |
| Héctor Gómez          | Hilário Ortiz                    |                                                    | (2004–2005) |

## Odcinki
| Seria | Seria | Liczba odcinków | Czas emisji                         |
| ----- | ----- | --------------- | ----------------------------------- |
|       | 1     | 215             | 4 października 2004 – 29 lipca 2005 |
|       | 2     | 115             | 1 sierpnia 2005 – 30 grudnia 2005   |
|       | 3     | 110             | 2 stycznia 2006 – 2 czerwca 2006    |